# North Augusta (South Carolina)
North Augusta ist eine Stadt (city) des US-Bundesstaates South Carolina. Sie erstreckt sich über die Counties Aiken und Edgefield. Sie ist Teil der Metropolregion Augusta. Das U.S. Census Bureau hat bei der Volkszählung 2020 eine Einwohnerzahl von 24.379 ermittelt.

## Geschichte
Die ursprüngliche Landfläche betrug ca. 772 Acres. Der Ort wurde 1906 zu einer Gemeinde erhoben und entstand aus der Vor-Bürgerkriegsstadt Hamburg. James U. Jackson war der wichtigste Visionär der Stadt. Er reiste mehrmals nach New York, um finanzielle Unterstützung für die Stadt zu erhalten, und baute die Georgia Avenue Bridge (James U. Jackson Memorial Bridge).
Im frühen 20. Jahrhundert war North Augusta ein beliebter Urlaubsort für Nordstaatler. Seine Beliebtheit rührte von der Eisenbahnanbindung und dem Klima her. In der Mitte des 20. Jahrhunderts und während des Kalten Krieges vervierfachte sich die Einwohnerzahl der Stadt fast, da südlich der Stadt die Savannah River Plant errichtet wurde.

## Demografie
Nach der Schätzung von 2019 leben in North Augusta 23.845 Menschen. Die Bevölkerung teilte sich im selben Jahr auf in 76,8 % Weiße, 18,6 % Afroamerikaner, 0,7 % Asiaten und 3,1 % mit zwei oder mehr Ethnizitäten. Hispanics oder Latinos aller Ethnien machten 6,7 % der Bevölkerung aus. Das mittlere Haushaltseinkommen lag bei 59.931 US-Dollar und die Armutsquote bei 11,5 %.
| Jahr | Einwohner¹ |
| ---- | ---------- |
| 1950 | 3.659      |
| 1960 | 10.348     |
| 1970 | 12.883     |
| 1980 | 13.593     |
| 1990 | 15.351     |
| 2000 | 17.574     |
| 2010 | 21.348     |
| 2020 | 24.379     |

¹ 1950 – 2020: Volkszählungsergebnisse